# Clytie iranica
Clytie iranica är en fjärilsart som beskrevs av Brandt 1939. Clytie iranica ingår i släktet Clytie och familjen nattflyn. Inga underarter finns listade i Catalogue of Life.